# خانه بمان‌علی مؤیدی
خانه بمان علی مویدی مربوط به دوره قاجار است و در لار، خیابان شمالی بازار قیصریه واقع شده و این اثر در تاریخ ۱۹ مرداد ۱۳۸۴ با شمارهٔ ثبت ۱۲۶۸۸ به‌عنوان یکی از آثار ملی ایران به ثبت رسیده است.